# Galilée (croiseur)
Pour les articles homonymes, voir Galilée.
Le Galilée est un croiseur protégé de classe Linois en service dans la Marine française de 1897 à 1911.